# Twist Olivér (regény)
A Twist Olivér (eredeti címén Oliver Twist vagy The Parish Boy's Progress) Charles Dickens angol író második regénye, amelyet Richard Bentley adott ki 1838-ban. A mű főszereplője Twist Olivér, egy árva kisfiú, aki előbb egy dologházban éli szomorú és kilátástalan életét, majd egy temetkezési vállalkozó veszi a gondjaiba. Olivér végül megszökik, és eljut Londonba, ahol találkozik Jack Dawkinsszal, az Agyafúrt Vagánnyal, egy zsebtolvajbanda vezetőjével. Dawkins elvezeti őt az idős Fagin rejtekhelyére, akitől a banda valamennyi tagja a mesterséget tanulta. Olivér ekkor még nem tudja, hogy amit a banda tagjai tesznek, törvénytelen.
A Twist Olivérben Dickens a bűnözőkről és erkölcstelen életükről egyáltalán nem festett romantikus képet. Épp ellenkezőleg: azáltal, hogy lerántotta a leplet a korabeli London árva gyermekeinek nagyon is sanyarú sorsáról és a velük való kegyetlen bánásmódról, műve nemzetközi viszonylatban is súlyos aggodalmakat váltott ki, melyet olykor a nagy londoni árvakrízis néven is említenek. (Dickens idejében Londonban rengeteg árva gyermek élt.) A könyv alcíme (magyarul: A szegényházi fiú útja) utalás John Bunyan A zarándok útja című, 1678-ban megjelent vallásos művére, illetve William Hogarth festő 18. századi két karikatúra-sorozatára (A korhely útja; A szajha útja) is.
A mű korai példája a társadalmi regény típusának; felhívja olvasói figyelmét a korabeli súlyos problémákra, úgymint a szegénytörvény, a gyermekmunka, a gyermekek bűnöző életmódra kényszerítése és az utcagyermek fogalma. A regény sajátos fekete humorral és szarkazmussal átszőtt története a kor képmutatásait gúnyolja ki. Elképzelhető, hogy megírását Robert Blincoe angol szerző 1830-as években írt önéletrajza ihlette, amelyben az író saját, dologházban töltött, rendkívül nehéz gyermekéveiről is beszámol. Mivel Dickens maga már gyermekként is dolgozott, innen is kaphatott ihletet a Twist Olivér papírra vetéséhez.
A regénynek számos mozifilmes és televíziós feldolgozása létezik, valamint egy nagyon sikeres musical is, ez utóbbi filmes adaptációja 1969-ben hat Oscar-díjat nyert.

## Kiadásai
A mű legelőször a Bentley's Miscellany (magyarul kb. Bentley-féle Egyveleg) című havilapban jelent meg folytatásokban, 1837 februárja és 1839 áprilisa között. George Cruicksank minden hónapban egy-egy acélkarccal illusztrálta a megjelent epizódot. Mielőtt a sorozat befejeződött volna, a mű kötetben is megjelent, szintén Richard Bentley gondozásában, Cruicksank huszonnégy acélkarcával együtt. A szerző ebben a kiadásban a Boz álnevet használta.
A sorozat megjelenési dátumai::
- I – 1837, február (1–2. fejezet)
- II – 1837, március (3–4. fejezet);
- III – 1837, április (5–6. fejezet);
- IV – 1837, május (7–8. fejezet);
- V – 1837, július (9–11. fejezet);
- VI – 1837, augusztus (12–13. fejezet);
- VII – 1837, szeptember (14–15. fejezet);
- VIII – 1837, november (16–17. fejezet);
- IX – 1837, december (18–19. fejezet);
- X – 1838, január (20–22. fejezet);
- XI – 1838, február (23–25. fejezet);
- XII – 1838, március (26–27. fejezet);
- XIII – 1838, április (28–30. fejezet);
- XIV – 1838, május (31–32. fejezet);
- XV – 1838, június (33–34. fejezet);
- XVI – 1838, július (35–37. fejezet);
- XVII – 1838, augusztus (38. fejezet és a 39. fejezet első része);
- XVIII – 1838, október (39. fejezet második része, 40-41. fejezet);
- XIX – 1838, november (42–43. fejezet);
- XX – 1838, december (44–46. fejezet);
- XXI – 1839, január (47–49. fejezet);
- XXII – 1839, február (50. fejezet);
- XXIII – 1839, március (51. fejezet);
- XXIV – 1839, április (52–53. fejezet);

Az első kiadás címe Twist Olivér, avagy a szegényházi fiú útja (Oliver Twist, or, The Parish Boy's Progress) volt.

## Története
|  | Alább a cselekmény részletei következnek! |

### A dologház és az első munkák

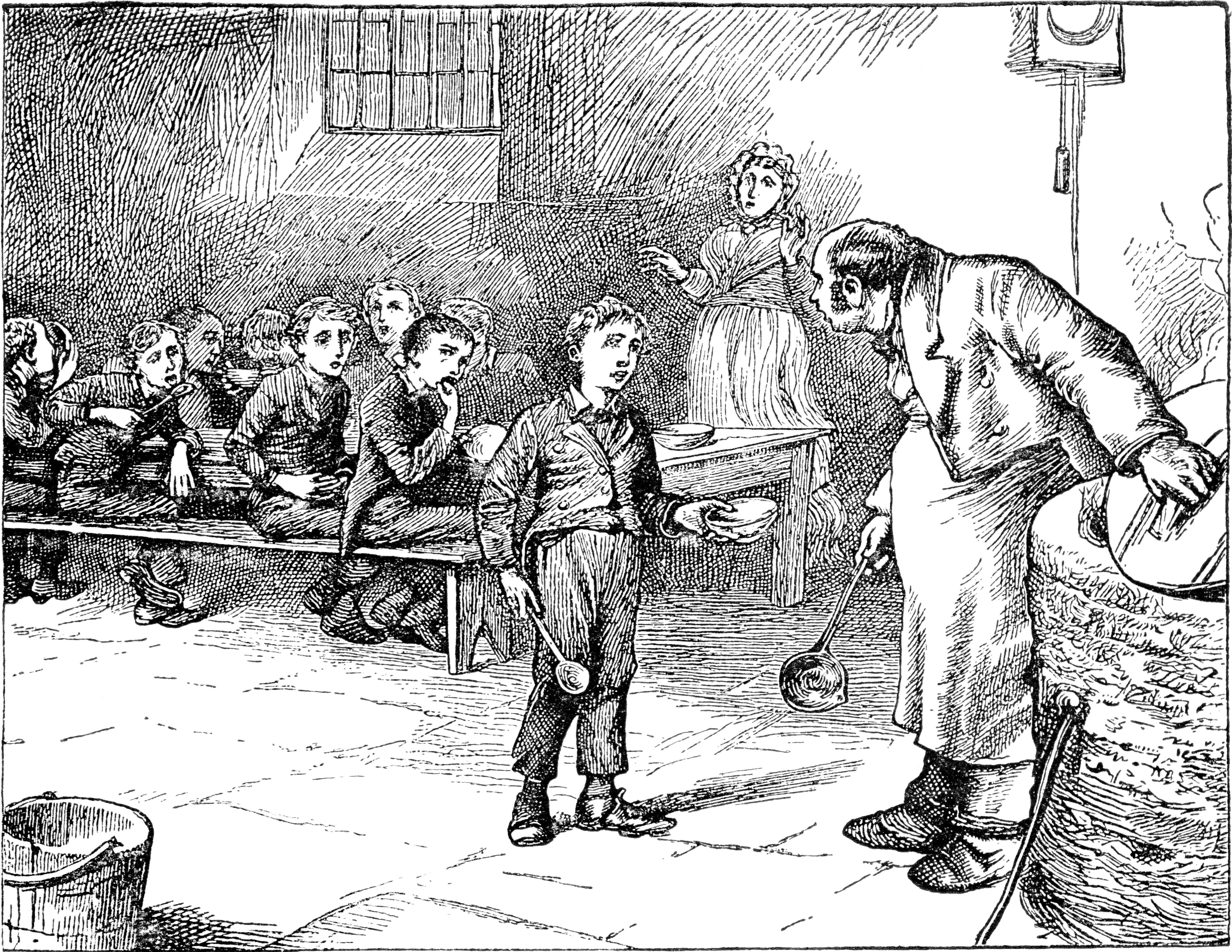
„Kérek még, felügyelő úr!”
James Mahoney illusztrációja

Twist Olivér egy meg nem nevezett város dologházában születik, kilátástalan nyomorba. (A folytatásokban megjelent változatban a várost Mudfog néven említik, amely Londontól mintegy 70 mérföldre északra helyezkedik el – ez az elhelyezkedés a valóságban Northampton városának felel meg.) Édesanyja belehal a szülésbe, édesapja hollétéről pedig semmit sem tudunk, így a kis Olivér élete első pillanatától kezdve árva. A szegénytörvény értelmében egy Mrs. Mann nevű nőhöz kerül dajkaságba. Itt tölti élete első kilenc évét, enni nagyon keveset kap, és finoman szólva is kevés kényelemben van része. Kilencedik születésnapja táján Bumble úr, az egyházfi visszaviszi a dologházba, ahol kóctépés lesz a munkája. Olivér továbbra is éhezik és látástól vakulásig dolgozik. Egy napon társaival, akik szintén nagyon éhesek, sorsot húz: a vesztesnek a következő étkezéskor kérnie kell még egy adag zabkását. Olivér veszít, így hát a vacsora végeztével táljával a kezében remegve előrelép: „Kérek még, felügyelő úr.”
Merészsége a dologházat vezető bizottság jól táplált tagjaiban hatalmas felháborodást vált ki. Rögvest fel is ajánlanak öt fontot bárkinek, aki a fiút inasnak maga mellé venné. Egy kéményseprő jelentkezik a gyermekért, ám ő igen félelmetes, durva ember, s Olivér addig könyörög, hogy ne kelljen elmennie vele, míg egy öreg bizottsági tagnak megesik rajta a szíve, és nem írja alá a szerződést. Végül a fiú az egyházközség temetkezési vállalkozójához, Sowerberry úrhoz kerül, aki kedvesebb vele, és mindig szomorú arckifejezését felhasználva a gyermektemetések halottkísérőjévé teszi. Sowerberry úr házassága azonban boldogtalan, felesége – leginkább azért, mert férje kedveli – határozott ellenszenvvel viseltet Olivér iránt, és amennyire csak teheti, rosszul bánik vele, és enni sem ad neki eleget. A fiú Noah Claypole, egy inastársa miatt is sokat szenved, aki bamba ugyan, de az ő csúfolásában élen jár, és Charlotte, Sowerberry úr szolgálója, Noah szerelme sem kíméli Olivért túlságosan.
Noah egy napon Olivér édesanyját „közönséges, rosszféle cafat”-nak nevezi, ami annyira kihozza őt a sodrából, hogy semmivel sem törődve rátámad a nálánál jóval nagyobb fiúra. Sowerberryné asszony persze Noah pártját fogja, és alaposan megbünteti Olivért, majd ugyanerre szólítja fel férjét és a verekedés kivizsgálására a helyszínre érkező Bumble urat is. Miután Olivér tőlük is nagyon nagy verést kap, éjjel, nyomorúságos fekhelyén keserves zokogásra fakad, pedig ilyen nem fordult elő vele csecsemőkora óta. Végül elhatározza, hogy megszökik. „Emlékezett rá, hogy a szekerek a dombra szoktak felkapaszkodni. Ő is arra indult.” Ahogy megy, egy kilométerkőhöz ér, amely tudatja vele, hogy London onnan hetven mérföldre van, Londonban pedig, amely hatalmas város, még Bumble úr sem fogja őt megtalálni.

### London, az Agyafúrt Vagány és Fagin

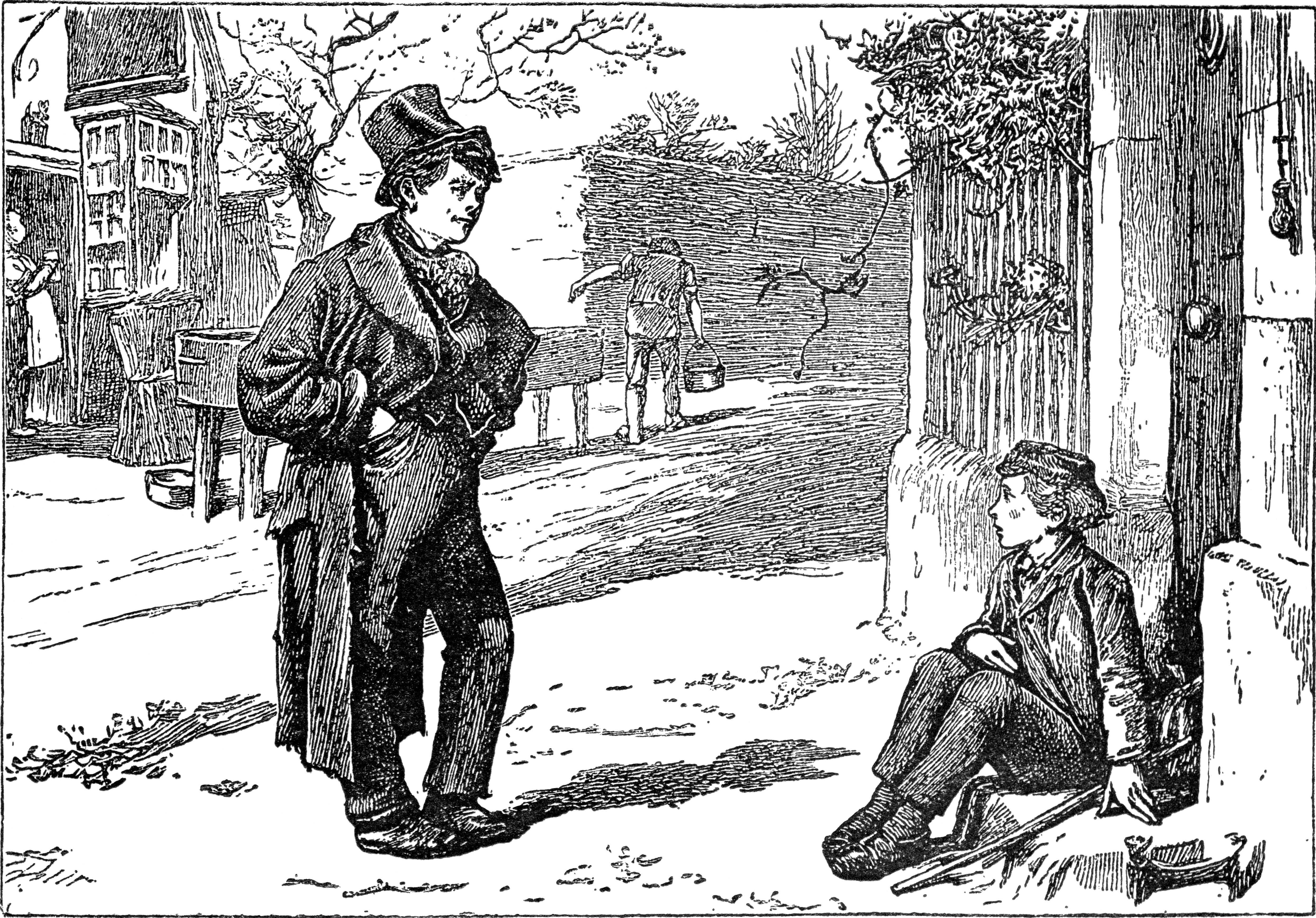
Olivér találkozik az Agyafúrt Vagánnyal
James Mahoney illusztrációja

A Londonba vezető úton Olivér megismerkedik Jack Dawkinsszal, akit mindenki csak az Agyafúrt Vagány néven ismer. Jack egy zsebtolvaj, azonban az ártatlan Olivér még nem gondol arra, hogy új barátja esetleg becstelen ember. Jack enni ad a fiúnak, és beszél egy Londonban élő öregúrról, aki szívesen ad majd szállást és munkát neki. Olivér hálásan vele is tart ehhez a bizonyos öregúrhoz, aki nem más, mint Fagin, egy igen hírhedt bűnöző. Olivér nem tud róla, hogy Fagin és bandája törvénytelen cselekedetekből tartják fenn magukat; abban a hitben él, hogy társai pénztárcákat és zsebkendőket készítenek Saffron Hill-i tanyájukon.
Később a még mindig naiv Olivér Fagin bandájának két tagjával, a Vagánnyal és egy Charley Bates nevű, jó humorú fiúval elindul „zsebkendőt készíteni”, mivel a bandának nincs elég bevétele. Charley és a Vagány ellopják egy idős úriember, Mr. Brownlow zsebkendőjét, és zsákmányukkal futásnak erednek. Brownlow úr rövidesen észreveszi, hogy zsebkendője eltűnt, hátrafordul, és ott találja Olivért. Üldözőbe veszi; az üldözéshez többen csatlakoznak. Olivért elkapják és a rendőrbíró elé viszik. Brownlow úrban azonban kíváncsiság ébred a fiú iránt, és erősen kételkedni kezd abban, hogy valóban ő a tolvaj. A rendőrbíró nagy csalódására jelentkezik a könyvkereskedő, akinek a boltja előtt a lopás történt, és tisztázza Olivért a vád alól, mivel jól látta, hogy a bűntényt a Vagány követte el. Olivér ekkor már nagyon rosszul érzi magát, és elájul a tárgyalóteremben. Brownlow úr hazaviszi, és házvezetőnőjével, az idős, özvegy Bedwinné asszonnyal együtt ápolja.
A szokatlan kedvesség és szeretet hatására Olivér gyorsan felépül, egészen kivirul. Boldogsága azonban nem tart sokáig, mert Fagin, attól tartva, hogy a fiú esetleg leleplezi a bűnbandáját, elhatározza, hogy mindenképpen visszaviszi a Saffron Hill-i búvóhelyükre. Amikor Brownlow úr egy napon elküldi, hogy fizessen ki a nevében néhány könyvet, egy fiatal lány, Nancy, akivel Olivér korábban már találkozott Faginnál, megszólítja, és Bill Sikes segítségével a banda tanyájára hurcolja. (Bill Sikes Nancy szeretője; kegyetlen rabló, aki a lánnyal sem bánik éppenséggel finoman.) A banda elveszi tőle az ötfontos bankjegyet, amelyet Brownlow úr rábízott, és a szép új ruháitól is hamar megszabadítják. Olivér megpróbál megszökni és a rendőrséghez fordulni, de a Vagány, Charley és Fagin ezt könyörtelenül megakadályozzák. Nancy azonban a pártját fogja, és megmenti őt a veréstől, amit Fagintól és Sikestól kapott volna.
Fagin ismételten megpróbálkozik Olivér bűnözővé nevelésével, és arra kényszeríti, hogy vegyen részt egy betöréses lopásban. Nancy vonakodva társul a betanításához, és végig arról biztosítja, hogy segíteni fog neki, ha tud. Sikes, miután megfenyegette, megöli, ha nem működik együtt, beküldi Olivért a kiszemelt házba egy kis ablakon keresztül, és utasítja, hogy nyissa ki a bejárati ajtót a banda többi tagjának. A betörésnek azonban rossz vége lesz: Olivért lövés éri, és a bal karján megsebesül. Sikes elmenekül, Olivért pedig azok az emberek veszik gondjaikba, akiknek a kirablására küldték őt: Rose kisasszony és nagynénje, Maylie-né asszony.

### Rejtély

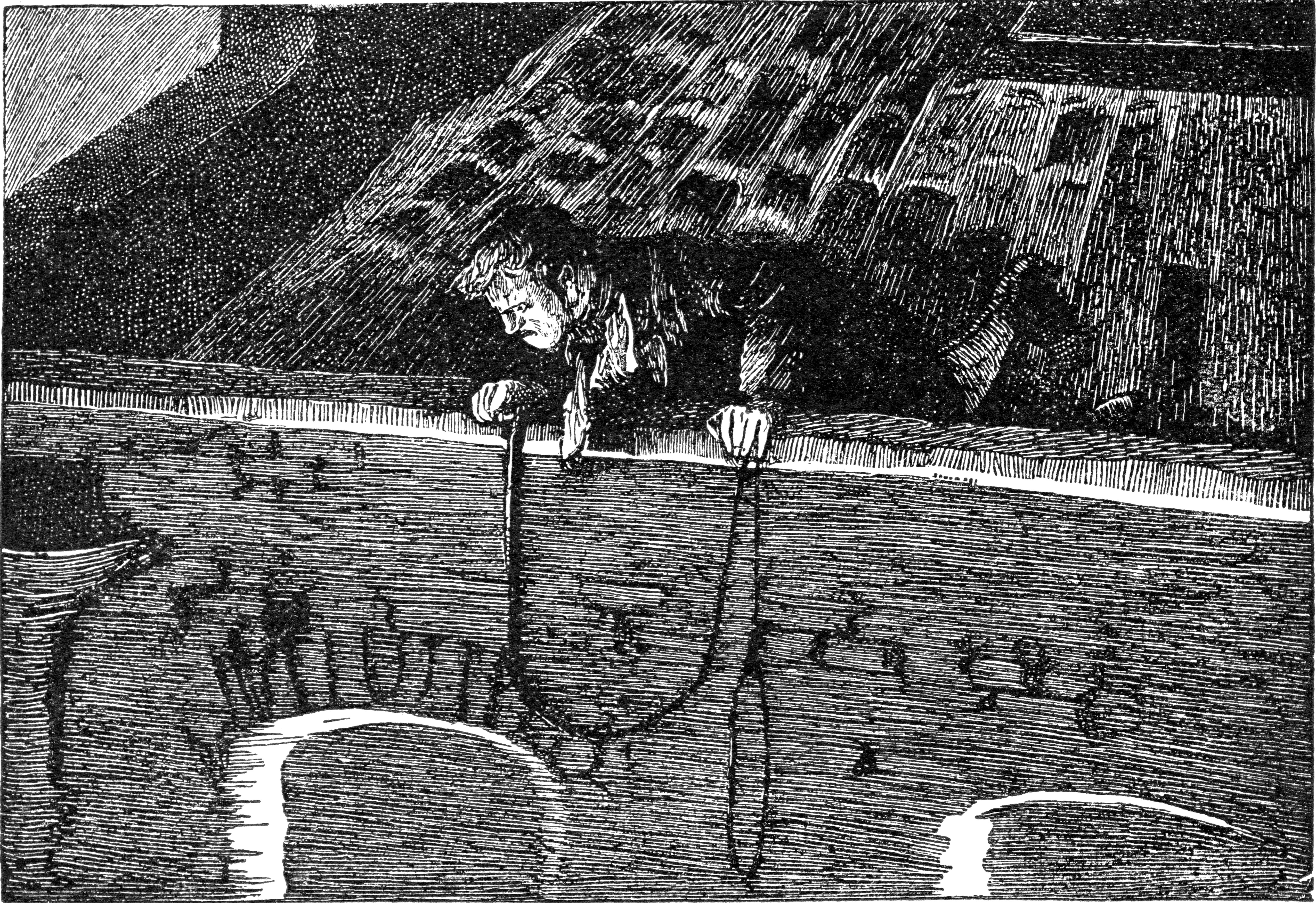
Bill Sikes menekül
James Mahoney illusztrációja

Mindeközben egy titokzatos, Monks nevű férfi is megismerkedik Faginnal, és ettől kezdve együtt szőnek tervet Olivér lejáratására. Monksnak nem túlzottan tetszik, hogy Fagin nem tudta Olivért bűnözővé faragni, és mindketten biztosak akarnak lenni abban, hogy a fiú soha semmit ne tudjon meg a múltjáról. (Az csak később derül ki, hogy Monks rokona Olivérnek.) Olivér szülővárosában Bumble úr megnősül: feleségül veszi özvegy Corneyné asszonyt, a dologház gazdag gondnoknőjét. A házasság azonban cseppet sem boldog: Bumble úr és hatalmaskodó neje állandóan veszekednek. Az egyik vita után Bumble úr a kocsmába megy, ahol találkozik Monksszal. Monks Olivérről kérdezi őt. Bumble úr tájékoztatja, hogy ismer valakit, aki sokkal részletesebb információkkal is tud szolgálni a fiúról, némi fizetség ellenében. Később Monks találkozik Bumble úr feleségével, akitől sok mindent megtud. Elhatározzák, hogy a medált és a gyűrűt, amely még Olivér édesanyjáé volt, ám azóta Bumble úr feleségéhez került, a folyóba dobják. Nem tudják, hogy Nancy kihallgatta minden szavukat, és siet, hogy Olivér jótevőinek elmondhassa mindazt, amit hallott. A lány ekkorra már szégyelli, hogy segédkezett a fiú elrablásában, és nagyon aggódik a biztonságáért. Elmegy Rose Maylie-hez és Brownlow úrhoz, hogy figyelmeztesse őket. Tudja, hogy Fagin és Monks ártani akarnak Olivérnek, és a fiú segítőivel többször is találkozik titokban. Egyik este is egy ilyen titkos találkozóra készül, azonban Sikes nem engedi el a bűntanyáról, mivel nem tudja kellően indokolni, hogy miért is kellene elmennie. Fagin rájön, hogy Nancy készül valamire, és elhatározza, hogy mindenáron megtudja, mire.
Eközben Noah és Sowerberry úr viszonya is megromlik: Noah pénzt lop tőle, és Londonba menekül. Charlotte is vele tart. Noah Morris Bolter álnéven csatlakozik Faginhoz, akitől a „gyerkőcszakmát”, a gyerekek kirablását tanulja meg és végzi nagy szorgalommal, Charlotte pedig prostituálttá válik. Közben az Agyafúrt Vagányt elkapják egy lopott ezüst dohányszelencével, elítélik, és Ausztráliába száműzik. Fagin megbízza Noah-t, hogy Nancy után kémkedjen, és a férfi fényt is derít a lány titkára: titokban találkozik Rose Maylie-vel és Brownlow úrral, hogy kitalálják, milyen módon lehetne Olivért megmenteni Fagin és Monks markából. Fagint igencsak feldühíti a lány terve, és azonmód tovább adja az információkat Sikesnak, úgy állítva be a történetet, mintha Nancy magát Sikest árulta volna el. A felbőszült férfi meggyilkolja Nancyt, majd a rendőrség elől vidékre menekül. Nancy szelleme azonban újra meg újra kísérti, és tettének híre is terjedni kezd. Sikes visszatér Londonba, hogy a városban rejtőzzön el, de amikor az őt üldöző tömeg elől a háztetőn keresztül próbál menekülni, véletlenül felakasztja magát, és így leli halálát.

### Megoldás
Brownlow úr rákényszeríti Monksot, hogy árulja el magát: a valódi neve Edward Leeford, és apai ágon Olivér féltestvére. „Törvényes” gyermek, de boldogtalan házasságból született. Apjuk igaz szerelme Olivér anyja, Agnes volt. Brownlow úrnál van egy festmény, amely Agnest ábrázolja, és már korábban is elkezdett gyanakodni, amikor észrevette, mennyire hasonlít Olivér arca a festményen ábrázolt nőére. Monks hosszú évekig kutatott féltestvére után – hogy végképp kisemmizze. Brownlow úr arra kéri Olivért, öröksége felét adja Monksnak, hogy ezáltal még egy esélyt kaphasson. Monks Amerikába megy, ahol elherdálja a pénzét, bűnügyekbe keveredik, és végül börtönben hal meg. Fagint is letartóztatják és felakasztják. A kivégzése előtti estén, egy igen érzelemdús jelenetben Olivér és Brownlow úr felkeresik őt a Newgate börtönben. Fagin a rá váró ítélet súlya alatt összeroppanva lázában összevissza kiabál.
Rose Maylie-ről kiderül, hogy Agnes testvére, tehát egyben Olivér nagynénje. Feleségül megy régi szerelméhez, Harryhez, Olivért pedig Brownlow úr veszi magához. Noahból rendőrspicli lesz, Bumble-ék pedig elveszítik vagyonukat és hatalmukat, és ugyanabban a dologházban kénytelenek tovább tengetni életüket, amelynek olyan nagy urai voltak. Charley Bates jó útra tér, vidékre költözik, és szorgalmas, kemény munkával teremt jólétet a maga számára.
|  | Itt a vége a cselekmény részletezésének! |

## Főbb témák és jelképek
A regényben Dickens a kérlelhetetlen realizmus és a kegyetlen szatíra keverékével mutatja be az olvasónak, milyen hatással volt Angliára a 19. századi iparosodás, és egyben a szegénytörvényt is erős kritikával illeti. Az ártatlan Olivér egy olyan világ foglya, amelyben csak a dologház, Fagin bandája, a börtön és a korai halál lehetnek osztályrésze. Ebből a kilátástalan helyzetből azonban egy tündérmese is kialakul. Olivér szíve tiszta marad a korrupció és lealacsonyodás fertőjében is, elfordul a rossztól, és annak rendje s módja szerint sok szenvedés után el is nyeri jutalmát: békében élhet vidéken, odaadó barátoktól körülvéve. A boldog befejezéshez vezető úton megtudjuk, milyen sorsa volt egy árva, számkivetett fiúnak az 1830-as évek Londonjában.

### Szegénység és társadalmi osztályok

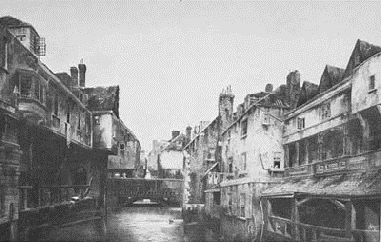
Londoni szegénynegyed 1840 körül

A szegénység a regény igen fontos témája. Dickens a szegénynegyedek házait rendkívül rossz állapotúnak írja le, amelyeket csak az imádság választ el az összedőléstől. A regény egyik korai fejezetében Olivér részt vesz egy nincstelen ember temetésén, és látja, hogy annak családja egyetlen nyomorúságos szobában kénytelen meghúzni magát.
Ez a mindenütt jelen lévő nyomor csak még inkább kiemeli azokat az eseményeket, amelyekben Olivér jóindulattal és segítőkészséggel találkozik. Több ízben is egyenesen az életét köszönheti annak, aki segít rajta. Dickens a szegénység ilyen részletes bemutatásával fel akarja nyitni középosztálybeli olvasói szemét, hogy észrevegyék, London népességének milyen nagy része él ilyen nyomorúságban, járványos betegségek által tizedelve. Mindazonáltal a Twist Olivérben az író kissé árnyaltabb képet rajzol a társadalmi osztályokról és azok igazságtalanságairól. Olivér törvénytelen gyermek, dologházban születik, és értelemszerűen a társadalom perifériáján van, az emberek lenézik és megvetik őt, a magányos, kiszolgáltatott árvát. Erős lelke azonban minden szenvedésből, amelyben része van, képes felemelkedni. A társadalom söpredékeként tengődő többi szereplő nagy része azonban láthatólag megérdemli a sorsát, sőt, kifejezetten ebben a környezetben érzik otthon magukat. Noah Claypole lusta, buta és gyáva, Sikes gonosztevő, Fagin gyerekek megrontásából él, az Agyafúrt Vagány pedig mintha született tolvaj lenne. S azok a középosztálybeli figurák, akikkel Olivér találkozik – Bumble úr, Sowerberry úr és a dologház vezetőbizottságának igencsak álszent tagjai –, talán még romlottabbak.
Olivér azonban, más dologházi fiúkkal ellentétben, születetten jó és kedves. Bár egész életében elhanyagolták, sőt bántalmazták, mégis visszaretten attól, hogy bárkit is feláldozzon a saját érdekéért. A főszereplő eme öröklött úriembersége teszi a regényt a szociális igazságtalanságok ostorozásán túl egyfajta váltottgyermek-történetté. A jobb sorsra érdemes Olivér a társadalom peremének mocskos világában küzd a túlélésért, míg családtagjai rá nem találnak, és magukkal nem viszik az őt megillető helyre – egy tágas és kényelmes vidéki kúriába.

### Jelképrendszer
Dickens jelképrendszere jelentős, ami általában a jó és a gonosz küzdelmét jeleníti meg; a gonosz folyton meg akarja rontani és ki akarja zsákmányolni a jókat, de végül mégis a jó győzedelmeskedik. A „kedves idős úriember”, Fagin, a valóságban sátáni figura: időtlen idők óta megvan a maga kis birodalma a bűnözők világában, és egyetlen célja a közelébe tévedő kisfiúkból is magához hasonló haramiákat nevelni. Legelső megjelenésekor a tűz fölé hajol villával a kezében, s a kivégzése előtti estén sem hajlandó imádkozni. A londoni nyomornegyedek is fojtogató, alvilági hangulatot árasztanak, a gaz cselekedetek és gonosz szenvedélyek félhomályos szobákhoz és koromfekete éjszakákhoz kötődnek, míg a fenyegetettség és a brutalitás a szokatlanul hideg időjáráshoz. Az elhízásnak is lényeges szerep jut: igen élesen hívja fel a figyelmet Olivér világának igazságtalanságaira. Amikor a sovány, éhező fiú ráadást kér a zabkásából, a dologház csupa kövér emberekből álló bizottsága keményen megbünteti. A regény számos negatív szereplője elhízott.
A regény vége felé a pillantások, a nézések válnak meghatározó jelképpé. Fagin éveken át kerüli a nappali fényt, a tömeget és a nyílt tereket, ideje tetemes részét sötét búvóhelyén tölti. Amikor aztán elfogy a szerencséje, a vádlottak padján csak vergődik a „mindent tudó nézések” kereszttüzében, míg az ítéletre vár. Sikes is hiába menekül vidékre Nancy meggyilkolása után, a lány utolsó tekintetét képtelen elfelejteni. Charley Bates pedig, amikor szembesül a példaképének tekintett férfi valódi, gyilkos kegyetlenségével, hátat fordít a bűnözésnek, és jó útra térve folytatja az életét.

### Karakterek

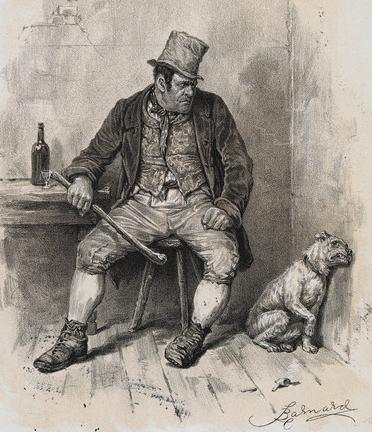
Bill Sikes és kutyája, Buli
Fred Barnard illusztrációja

A restaurációs komédiák és Henry Fielding hagyományaira támaszkodva Dickens beszédes nevekkel látja el szereplőit. Olivér, bár mint „az egyházközség árvája”, eleve számkivetettként jön a világra, s még a nevét is az ábécé éppen soron következő betűi alapján kapja, mégis az élete csupa fordulat (twist=csavar, kígyózás, váratlan fordulat). Grimwig úr látszólag hátborzongató és borúlátó arckifejezése valójában arra hivatott, hogy elrejtse kedves és érzelemgazdag lelkét (grim=félelmetes, ijesztő, mogorva, marcona; wig=paróka). Más szereplők nevei karikatúraként utalnak jellemükre. Mann asszony (man=férfi), aki csecsemőkorában gondoskodik Olivérről, minden, csak nem nőies vagy szerető anya; Bumble úr, bár igencsak tudatában van saját rangjának és fontosságának, hiába próbálja utánozni a király kiejtését (bumble=ügyetlenkedik/fontoskodó, öntelt kistisztviselő; mumble=motyog, dadog). A Sowerberry család „savanyú bogyók” társasága (a sower szó magvetőt jelent, de kiejtése azonos a sour=savanyú szóéval; berry=mag, bogyó), Sowerberryné asszony mindig haragos tekintete és Sowerberry úr foglalkozása (koporsós) miatt, és azért is, ahogy Olivérrel bánnak. Rose Maylie neve virágokra és a tavaszra, szépségére és fiatalságára utal (rose=rózsa, May=május), míg Toby Crackité az általa választott, nem túl szép mesterségre, a betöréses lopásokra (crack=reped, hasad, törik, betör, betörés; crack it!=törd össze!).
Bill Sikes kutyája, Buli, gazdája emblémája, agresszív, harapós magatartása hű tükre gazdája állatias kegyetlenségének, s a kutya testén éktelenkedő hegek Sikes önpusztító életvitelét hivatottak kifejezni. A kutya bárkit megtámad gazdája szeszélyeihez igazodva, ahogy Sikes is durva és érzéketlen. Sikes megérzi, hogy a kutya az ő viselkedését tükrözi vissza, és ezért akar megszabadulni tőle – ahogy saját maga elől is legszívesebben elfutna. Amikor aztán Sikes meghal, ugyanúgy elpusztul a kutya is. Nancy meggyilkolása után Buli állandóan emlékezteti gazdáját a szörnyű bűnre, amely már ott elkezdődik, hogy lába véres lesz, és vérnyomokat hagy maga után mindenütt. Nem sokkal ezután Sikes már mindenképpen el akarja pusztítani a kutyát, mivel azt képzeli, hogy az állat miatt fog lebukni. De ahogy a bűnétől nem tud megszabadulni, úgy nem tud a kutyától sem, amely végül hamarabb ér a házba, gazdája hamarosan bekövetkező halálának színhelyére, mint Sikes maga. (A kutya neve az eredeti szövegben Bull's-eye (bikaszem), ami felidézi Nancy szemeit is, utolsó tekintetét, amely egészen a halála pillanatáig kísérti Sikes-ot.)
Dickens a regényben a különféle ellentétpárok szemléltetésére igen sarkított jellemű karaktereket használ. Fagin és Brownlow úr például a gonosz és a jó megtestesítője, de maga Olivér, mint becsületes, törvénytisztelő gyermek, ugyanúgy szemben áll az Agyafúrt Vagány figurájával, aki inkább a törvény rossz oldalán érzi jól magát. A bűn és a bűnhődés ugyanúgy fontos párhuzamok, mint a bűn és annak jóvátétele, megbocsátása. Dickens a zsebtolvajlástól a gyilkosságig különféle súlyosságú bűntényeket ír le, és a bűnt elkövető karakterek végül alaposan megbűnhődnek: Sikest például a halálba kergeti a kegyetlenkedései miatt feldühödött tömeg, Fagin pedig egy nyomorúságos börtöncellában várhatja halálos ítélete végrehajtását. Egyikük számára sem marad remény: Sikes a bűne következményei elől menekülve leli halálát, míg Fagin élete utolsó éjszakáján sem akar sem rabbival találkozni, sem imádkozni, inkább arra kérné az őt meglátogató Olivért, hogy segítsen neki megszökni. Nancy ellenben a saját élete feláldozásával végül bocsánatot nyer.
Nancy úgyszintén egyike a regény kevés, kifejezetten ambivalens karaktereinek: noha gyermekkorától kezdve Fagin bandájához tartozik, és a bűnözők életét éli, lelkiismerete mégis felébred, és megbánja, hogy segédkezett Olivér elrablásában, majd pedig lépéseket tesz annak érdekében, hogy mindezt jóvátegye. Fagin áldozataként ő maga is romlott ugyan, de még nem veszett ki belőle minden erkölcsi érzék, és valójában elítéli a banda gaztetteit. Meg akarja menteni Olivért ettől a sorstól, de mégsem tud Bill Sikes árulójává válni, mert szereti őt.

## Antiszemitizmus
A vén bűnöző zsidó, Fagin karaktere miatt Dickenst az antiszemitizmus vádja érte. Paul Valley szerint Fagin az angol irodalom leggroteszkebb zsidója, és Dickens 989 karaktere közül az egyik legelevenebb. Nadia Valdman szerint, aki zsidó karakterek irodalmi ábrázolásainak tanulmányozásával foglalkozik, Fagin ábrázolása a zsidókat eleve gonosznak, ördöginek és állatiasnak tartó attitűdből származik.
A regény első 38 fejezetében 257-szer hivatkozik az író Faginra, mint „a zsidó”-ra, bár származásáról és vallásáról szinte egyáltalán nem történik említés. 1854-ben a Zsidó Krónika (Jewish Chronicle; Nagy-Britanniában 1841 óta minden pénteken megjelenő zsidó hetilap) megkérdezte: Vajon ez a nagy író, az elnyomottak hatalmas pártfogója, miért pont csak a zsidókat zárja ki együttérző szívéből? Eliza Davis, akinek férje vette meg Dickens házát 1860-ban, levélben fejezte ki nemtetszését az írónak, miszerint Fagin karakterével súlyos negatív előítéleteket ébresztett az amúgy is lenézett és megvetett zsidók iránt, és rendkívül sokat ártott a zsidó embereknek. Dickens válaszában védeni próbálta az álláspontját, azután leállította a regény nyomtatását, és a még ki nem nyomtatott fejezetekben módosított a szövegen, minek eredményeként a 38. fejezet után következő 179 Faginra hivatkozás között csak igen-igen ritkán fordul elő „a zsidó” kifejezés.

## 1944-ig
- Boz: Twist Olivér. 1-3.; ford. Gondol Dániel; Hartleben, Pest, 1843 (Külföldi regénytár)
- Twist Olivér. Egy árva fiú pályája, 1-2.; Boz után angolból fordítá Gálszécsy Ödön; Emich Gusztáv, Pest, 1843 (Angol regénytárca)
- Twist Olivér. Regény; a magyar ifjúság számára átdolg. kiad.; Szt. István Társulat, Bp., 1900
- Twist Olivér; ifjúsági átdolg. Csánk Endre; Franklin, Bp., 1926
- Twist Olivér; ford. Ocskay Istvánné, bev. Schöpflin Aladár; Újság, Bp., 1927 (A világirodalom remekei)
- Twist Olivér, 1-2.; ford. Peterdi István, bev. Yolland Artur; Franklin, Bp., 1930
- Twist Olivér; Bp., Révai, 1932 (Közművelődési könyvek)
- A Twist-gyerek kalandjai; ford. Bálint György; Az Est–Pesti Napló, Bp., 1934 (Filléres klasszikus regények)

## 1945 után
- Twist Olivér. Regény; ford. Szentkuthy Miklós; Új Magyar Kiadó, Bp., 1955
- Twist Olivér; ford. Bálint György, átdolg. Ottlik Géza; Móra, Bp., 1957
- Twist Olivér; ford. Bálint György, átdolg. Ottlik Géza; Holnap, Bp., 1997
- Twist Olivér; ford. Kovácsné Kliment Emilia; Új Ex Libris, Bp., 2002 (Klasszikus ifjúsági regénytár)
- Twist Olivér; átdolg. Kathleen Costick, ford. Bocz András; Alexandra, Pécs, 2005 (Illusztrált klasszikusok kincsestára)
- Twist Olivér; ford. Kovácsné Kliment Emilia; átdolg., röv. kiad.; Új Ex Libris, Bp., 2005 (Klasszikus ifjúsági regénytár)
- Twist Olivér / Karácsonyi ének; újramesélte Nógrádi Gergely; Petepite, Bp., 2009 (Klasszikusok újramesélve)
- Twist Olivér; átdolg. Kathleen Olmstead, ford. Edwards Zsuzsanna; Alexandra, Pécs, 2010 (Klasszikusok könnyedén)
- Twist Olivér; rajz Zórád Ernő, Charles Dickens nyomán Cs. Horváth Tibor, szerk. Bayer Antal; Nero Blanco Comix, Bp., 2014 (Zórád Ernő képregényei)
- Twist Olivér. 4. szint; Charles Dickens alapján, átdolg. María Asensio, rajz. Francesc Ráfols, ford. Pataki Andrea; Napraforgó, Bp., 2015 (Olvass velünk!)
- Twist Olivér; Charles Dickens alapján, rajz. Francesc Ráfols, átdolg. María Jesús Díaz, ford. Pataki Andrea; Napraforgó, Bp., 2015 (Klasszikusok magyarul-angolul)

## Filmfeldolgozások
Némafilmek
- 1909: a regény első megfilmesítése. Főszereplők: Edith Storey és Elita Proctor Otis
- 1912, rendezte: Thomas Bentley
- 1916, főszereplők: Marie Doro (Olivér) és Tully Marshall (Fagin)
- 1919: magyar filmadaptáció
- 1922: főszereplők: Lon Chaney (Fagin) és Jackie Coogan (Olivér)

Hangosfilmek
- 1933:
- 1948. rendező: David Lean
- 1974. Főszereplők: Billy Simpson (Olivér hangja) és Davy Jones Artful Dodger hangja
- 1982: mozifilm
- 1982: TV-film; Főszereplők: Richard Charles (Olivér) és George C. Scott (Fagin)
- 1985: mini brit tv-sorozat. Főszereplők: Ben Rodska (Oliver) és Eric Porter (Fagin)
- 1997: TV-film
- 1999: mini tv-sorozat. Főszereplők: Sam Smith (Oliver) és Robert Lindsay (Fagin)
- 2005: Roman Polanski mozifilmje
- 2007: a BBC mini tv-sorozata. Főszereplők: William Miller (Oliver) és Timothy Spall (Fagin)

## Fordítás
- Ez a szócikk részben vagy egészben a Oliver Twist című angol Wikipédia-szócikk ezen változatának fordításán alapul.  Az eredeti cikk szerkesztőit annak laptörténete sorolja fel. Ez a jelzés csupán a megfogalmazás eredetét és a szerzői jogokat jelzi, nem szolgál a cikkben szereplő információk forrásmegjelöléseként.